# Specter of the Rose
Specter of the Rose is een Amerikaanse thriller uit 1946 onder regie van Ben Hecht.

## Verhaal
De beroemde balletdanser Andre Sanine wordt ervan verdacht dat hij zijn eerste vrouw en danspartner heeft vermoord. De jonge ballerina Haidi wordt zijn tweede vrouw. Wanneer ze samen op tournee gaan, lijkt Sanine de controle over zichzelf te verliezen. Al gauw wordt ook Haidi dood aangetroffen.

## Rolverdeling
| Acteur           | Personage       |
| ---------------- | --------------- |
| Judith Anderson  | Madame La Sylph |
| Michael Chekhov  | Max Polikoff    |
| Ivan Kirov       | Andre Sanine    |
| Viola Essen      | Haidi           |
| Lionel Stander   | Lionel Gans     |
| Charles Marshall | Specs McFarlan  |
| George Shdanoff  | Kropotkin       |
| Billy Gray       | Jack Jones      |
| Juan Panalle     | Jibby           |
| Lew Hearn        | Mijnheer Lyons  |
| Ferike Boros     | Mamochka        |
| Bert Hanlon      | Margolies       |
| Constantine      | Alexis Bloom    |
| Fred Pollino     | Giovanni        |
| Polly Rose       | Olga            |